# Чёрная Курья
Чёрная Ку́рья — село в Мамонтовском районе Алтайском крае Российской Федерации. Административный центр и единственный населённый пункт Чернокурьинского сельсовета.

## История
Основано в 1825 году. В 1928 году село состояло из 592 хозяйств, основное население — русские. В административном отношении являлось центром Чернокурьинского сельсовета Мамонтовского района Барнаульского округа Сибирского края.

## Население
| 1926  | 1997  | 1998  | 1999  | 2000  | 2001  | 2002  | 2003  | 2004  | 2005  |
| ----- | ----- | ----- | ----- | ----- | ----- | ----- | ----- | ----- | ----- |
| 3258  | ↘1269 | →1269 | ↘1256 | ↘1239 | ↘1215 | ↘1187 | ↘1087 | ↗1093 | ↘1052 |
| 2006  | 2007  | 2008  | 2009  | 2010  | 2011  | 2012  | 2013  | 2014  | 2015  |
| ↗1067 | ↘1066 | ↘1055 | ↘1029 | ↘1010 | →1010 | ↘994  | →994  | ↗998  | ↘983  |
| 2016  | 2017  | 2018  | 2019  | 2020  | 2021  |       |       |       |       |
| ↘967  | ↘958  | →958  | ↘946  | ↘939  | ↘920  |       |       |       |       |

### Национальный состав
Согласно результатам переписи 2002 года, в национальной структуре населения русские составляли 95 %.

## Улицы
| - ул. Большая Бурановка, - ул. Заречная, - ул. Логовская, | - ул. Малая Бурановка, - ул. Набережная, - ул. Новая, | - ул. Советская, - ул. Солнечная, - ул. Трудовская. |